# 崔金哲
崔金哲（Choe Kum-chol、1987年2月9日 - ）は、北朝鮮のサッカー選手。元北朝鮮代表。ポジションはフォワード。

## 来歴
2008年に北朝鮮代表デビュー。44年ぶりの出場となった2010 FIFAワールドカップではグループステージで1試合に出場した。また、翌年のAFCアジアカップ2011のメンバーにも選ばれた。2011年までに29試合に出場、8得点をあげた。

## 代表歴

### 出場大会
- 北朝鮮代表
  - 2010 FIFAワールドカップ

### 試合数
- 国際Aマッチ 29試合 8得点（2008年-2011年）[1]

| 北朝鮮代表 | 国際Aマッチ | 国際Aマッチ |
| 年         | 出場        | 得点        |
| ---------- | ----------- | ----------- |
| 2008       | 9           | 2           |
| 2009       | 7           | 2           |
| 2010       | 7           | 1           |
| 2011       | 6           | 3           |
| 通算       | 29          | 8           |